# Trichocereus macrogonus
Trichocereus macrogonus (Salm-Dyck) Riccob. è una pianta succulenta della famiglia delle Cactacee originario del versante occidentale delle Ande,  che cresce a circa 2 000-3 000 metri sul livello del mare. Esso contiene l'alcaloide psicoattivo mescalina e altri alcaloidi.

## Descrizione
Il cactus si caratterizza per i grandi fiori bianchi. Può crescere fino a 3-6 metri di altezza, con spessori fino a 8–18 cm di diametro; quando cresce il busto della pianta è eretto, ma in seguito si archi o cresce quasi parallelo al suolo. Gli aghi crescono in gruppi di 6-8 che si protraggono fino a 4 cm di lunghezza, con la maggior parte che ne misurano circa 1 cm.

## Tassonomia
Sono note due varietà:
- Trichocereus macrogonus var. macrogonus (Salm-Dyck) Riccob. - diffusa in Perù e Bolivia
- Trichocereus macrogonus var. pachanoi (Britton & Rose) Albesiano & R.Kiesling - diffusa in Ecuador e Perù